# Prodrome de la Flore d'Alsace
Prodrome de la Flore d'Alsace (abreviado Prodr. Fl. Alsace) es un libro con ilustraciones y descripciones botánicas que fue escrito por el médico, botánico y pteridólogo francés Frédéric R. Kirschleger y publicado en 3 volúmenes en el año 1862.